# Oku no Hosomichi

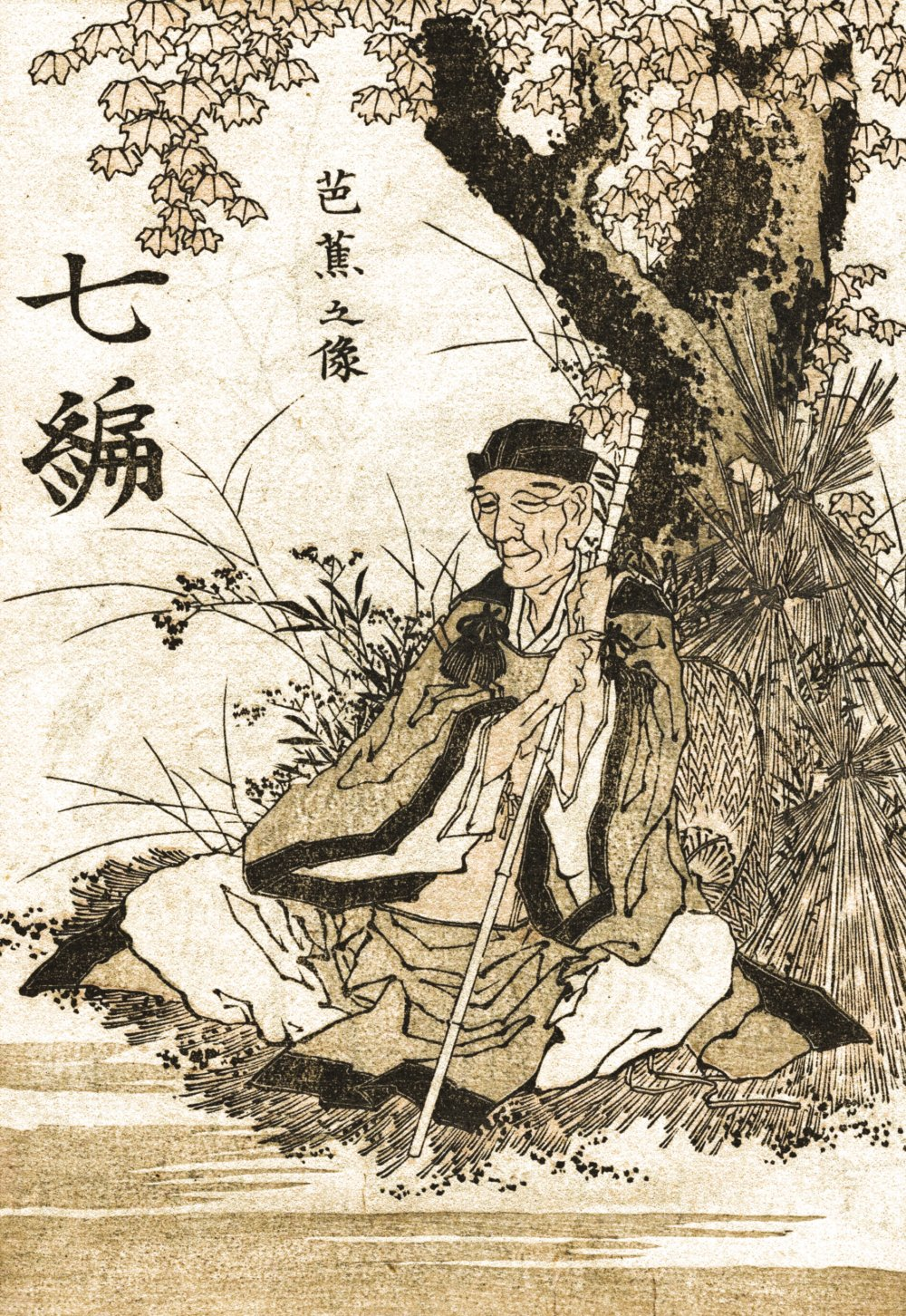
Bashō por Hokusai.

El título Oku no Hosomichi (en japonés: 奥の細道) se traduce literalmente como "camino estrecho del interior" (también conocido como Sendas de Oku, en la traducción de Octavio Paz, publicada por primera vez en 1957), y es la obra maestra y más conocida del poeta japonés, Matsuo Bashō (1644-1694).

## Detalles
El texto está escrito en forma de diario de viaje, y detalla el viaje a pie, épico y peligroso, por el Japón feudal. Aunque la obra ha inspirado a muchos escritores posteriores, también ha contribuido a muchos a seguir los pasos del poeta. En uno de los pasajes más memorables, Basho cuenta que "cada día es un viaje, y el viaje mismo es casa". Hablando de Oku no Hosomichi, Miyazawa Kenji dijo: "Es como si el alma de Japón lo hubiera escrito".

## Argumento
Oku no Hosomichi fue escrito durante un viaje que hizo Bashō en la primavera del año 1689. Partió con su compañero de viaje Sora de Edo (hoy conocido como Tokio) hacia la región interior norteña de Oku, sobre todo animado por el deseo de ver todos los lugares sobre los que habían escrito los poetas antiguos. Más concretamente, estaba imitando a Saigyō, a quién Bashō había alabado como el escritor de waka más grande de todos. Bashō hizo esfuerzos por visitar todos los sitios que se mencionan en la poesía de Saigyō. Viajar era muy peligroso en ese tiempo, pero Bashō no vacilaba en su ideal poético de vagar. Su viaje consistió en 156 días, durante el cual cubrió una distancia de miles de kilómetros, en su mayor parte a pie.

## Estructura
El texto es una mezcla entre prosa y verso, y contiene muchas referencias a Confucio, Saigyō, la poesía antigua de China y hasta el Cuento de Heike. Es impactante por lograr mantener un equilibrio delicado entre varios elementos. Antes de todo es un cuento de viaje y Bashō logra comunicar la esencia poética de cada lugar que visita.
Después del viaje, pasó cinco años repasando y revisando los poemas y la prosa de Oku no Hosomichi antes de publicarlo. Como se entiende de las variadas versiones de la historia, el diario de Sora y la versión final, está claro que Bashō se tomó una cuantas libertades artísticas en formularlo. Como ejemplo sirve que según el Senjushu, que se atribuye a Saigyō, el narrador pasa por Eguchi donde debido a una tormenta tiene que buscar amparo en la casita de una prostituta, allí entran en un diálogo de poesía antes de acostarse. Bashō incluye una escena parecida en Oku no Hosomichi, pero Sora omite toda mención de tal suceso.

## Ediciones en español
- Sendas de Oku. Versión castellana de Octavio Paz y Eikichi Hayashiya. México D. F.: Universidad Nacional Autónoma de México, 1957.
- Sendas de Oku. Versión castellana de Octavio Paz y Eikichi Hayashiya. Barcelona: Barral Editores, 1970.
- Sendas de Oku. Versión castellana de Octavio Paz y Eikichi Hayashiya. Barcelona: Editorial Seix Barral, 1981.
- Sendas de Oku. Edición bilingüe. Versión castellana de Octavio Paz y Eikichi Hayashiya. Ilustraciones de Yosa Buson. Japón, Shinto Tsushin, 1992.
- Senda hacia tierras hondas. (Senda de Oku). Traducción de Antonio Cabezas. Madrid: Hiperión Ediciones, 1993. (Colección Poesía Hiperión; 210).
- Sendas de Oku. Versión castellana de Octavio Paz y Eikichi Hayashiya. Ilustrado por Yosa Buson. Lima: Pontificia Universidad Católica del Perú, 2003. (Colección El Manantial Oculto; 34).
- Sendas de Oku. Versión castellana de Octavio Paz y Eikichi Hayashiya. Ilustrado por Yosa Buson. México D. F.: Fondo de Cultura Económica, 2005. (Colección Tezontle).
- Sendas de Oku. Versión castellana de Octavio Paz y Eikichi Hayashiya. Colección Memoria Mundi. Vilaür: Ediciones Atalanta, 2014.
- Sendas de Oku. Edición bilingüe. Versión castellana de Masateru Ito y Elena Gallego Andrada. Japón, Taiseido Shobo, 2018. ISBN 978-4-88463-122-2
- Sendas hacia el interior y Diario de Sora. Versión castellana de Luis Manuel López Gómez. Madrid, Colección Japón, 2021.

- Datos: Q1287971